# Satélites de Júpiter

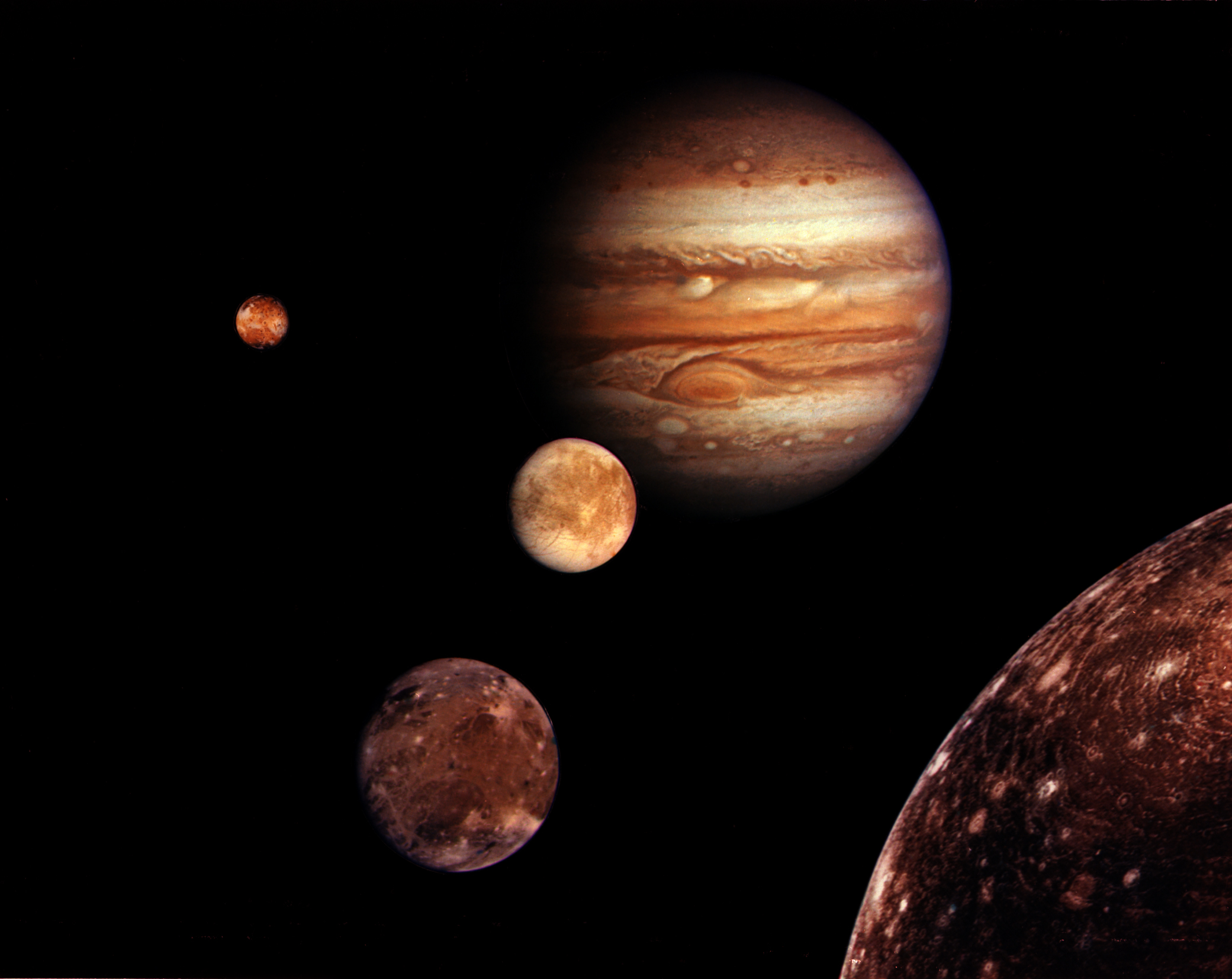
Júpiter e seus quatro maiores satélites

Esta é a lista de satélites de Júpiter. Júpiter possui 95 satélites confirmados, o segundo maior número "seguro" de satélites entre os oito planetas do Sistema Solar. Os quatro satélites mais massivos, os satélites de Galileu, foram descobertos em 1610 por Galileu Galilei, e foram os primeiros objetos descobertos pela humanidade em órbita de outro corpo que não a Terra ou o Sol. Desde o final do século XX, vários satélites menores foram descobertos, todos recebendo nomes de amantes, conquistas ou filhas do deus romano Júpiter, ou do equivalente grego, Zeus. Os quatro satélites de Galileu são facilmente os maiores corpos em órbita do planeta, com todos os demais satélites mais os anéis de Júpiter sendo responsáveis por apenas 0,003% da massa em torno do planeta.
Oito dos satélites de Júpiter são regulares, com órbitas prógradas e quase circulares, de baixa inclinação em respeito ao plano equatorial de Júpiter. Os satélites de Galileu estão em equilíbrio hidrostático, e seriam considerados planetas anões se estivessem em órbita em torno do Sol. Os outros quatro satélites regulares são muito menores e mais próximos do planeta, e servem como fonte de poeira dos anéis jupiterianos.
Os outros satélites de Júpiter são "irregulares", cujas órbitas, prógradas ou retrógradas, estão significantemente mais longe do planeta, e possuem maiores inclinações e excentricidades orbitais. Estes satélites eram provavelmente corpos menores que foram capturados pelo planeta. 30 satélites foram descobertos desde 2003 e ainda não receberam nome.

## Características
As características físicas dos satélites de Júpiter variam significantemente. Os quatro satélites de Galileu todos possuem mais de 3 000 km de diâmetro. O maior satélite do planeta, Ganímedes, é o maior satélite natural do Sistema Solar, bem como o maior (tanto em tamanho quanto em massa) depois dos oito planetas, sendo maior em diâmetro do que Mercúrio. Todos os outros satélites de Júpiter possuem menos de 250 km de diâmetro, com a maioria ligeiramente ultrapassando a marca de 5 km. Os formatos das órbitas dos satélites variam de círculos quase perfeitos e poucos inclinados a elipses altamente excêntricas e inclinadas, com vários satélites orbitando na direção oposta do sentido de rotação do planeta. O período orbital dos satélites jupiterianos varia entre sete horas (ou seja, menos do que o período de rotação do planeta) a períodos 3 000 vezes mais longos (ou seja, quase três anos terrestres).

## Origem e evolução
Acredita-se que os satélites regulares de Júpiter tenham sido formados através de um disco circumplanetário, este sendo um disco de gás e poeira em acreção, um processo análogo ao de um disco protoplanetário. Os satélites podem ser os remanescentes de um número de satélites similares que formaram-se no início da história do planeta.
Simulações sugerem que, embora o disco tenha possuído uma massa relativamente baixa, que ao longo do tempo uma fração substancial (na ordem de várias dezenas de %) da massa de Júpiter capturada da nebulosa solar foi processado pelos satélites em formação. Porém, para explicar a origem dos atuais satélites regulares, um disco contendo uma massa de apenas 2% a de Júpiter é necessária. Visto assim, é provável que várias gerações de satélites contendo massas similares aos dos atuais satélites de Galileu tenham existido anteriormente. Cada geração de satélites teria impactado com o planeta, devido à fricção com o disco, e com novos satélites formando-se através de material recém-capturado pelo planeta, proveniente da nebulosa solar. Quando a atual geração (possivelmente a quinta) formou-se, a densidade do disco teria diminuído de tal forma que não teria interferido significantemente com as órbitas dos satélites. Mesmo assim, os satélites de Galileu foram afetados pelo disco, com a distância dos satélites e Júpiter diminuído. Tais satélites foram protegidos parcialmente por uma ressonância orbital, que ainda existe no presente (de 4:2:1) entre Io, Europa e Ganímedes. A massa maior de Ganímedes, relativo aos outros satélites, significaria que o primeiro teria migrado em direção ao planeta mais rapidamente do que Europa ou Io.
Acredita-se que os satélites exteriores, irregulares, tenham sido asteroides que foram capturados por Júpiter durante o período no qual o disco deste ainda era denso e massivo o suficiente para absorver uma parcela significante do momento destes asteroides, o suficiente para capturá-las em órbitas em torno do planeta. Vários partiram-se devido ao estresse sofrido durante a captura, ou posteriormente, em colisões com outros corpos pequenos, produzindo as famílias de satélites atuais.

## História

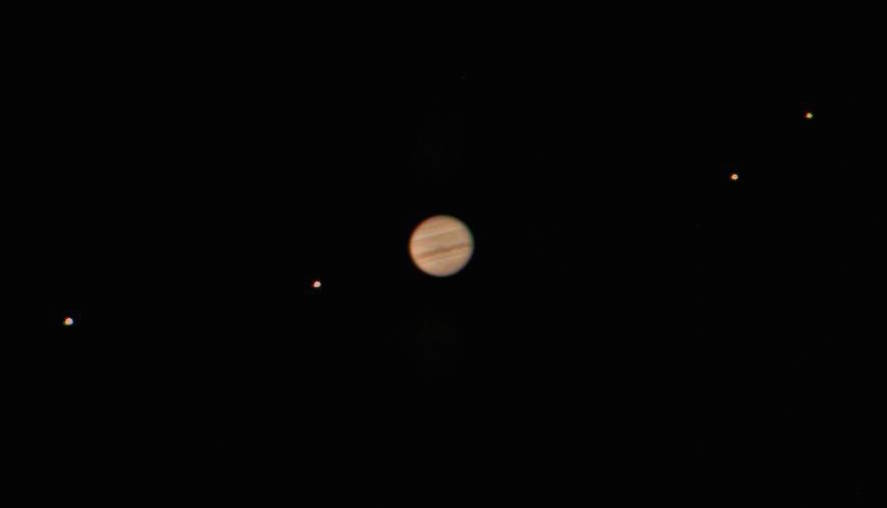
Júpiter e os satélites de Galileu vistos em um telescópio.

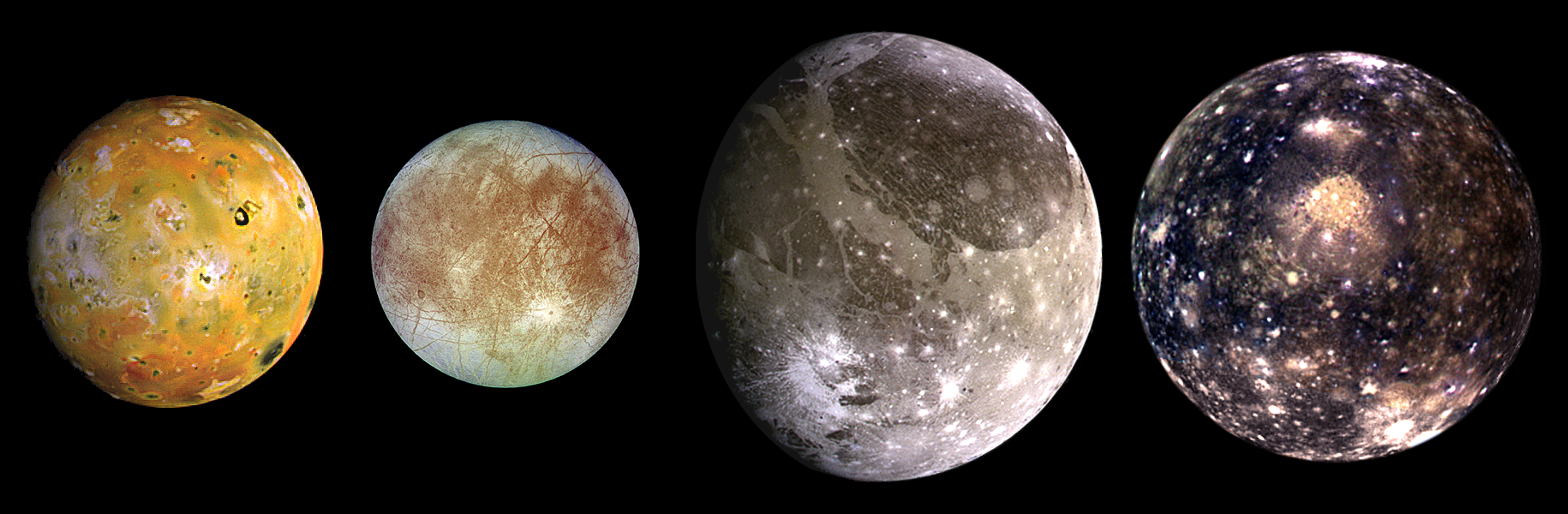
Os quatro satélites de Galileu. Da esquerda para direita, em ordem crescente de distância em relação a Júpiter: Io, Europa, Ganímedes e Calisto.

A primeira possível observação de um dos satélites de Júpiter foi realizado pelo astrônomo chinês Gan De, em 364 a.C. Porém, a primeira observação dos satélites, sem incertezas, foi feita por Galileu Galilei em 1609. Em março de 1610, Galileu já tinha observado Io, Europa, Ganímedes e Calisto, com seu telescópio de magnificação 30x. Simon Marius argumentou que ele havia descoberto independentemente os quatro satélites durante o mesmo período, embora foi acusado por Galileu de plagiarismo; visto que Marius publicou tal descoberta quatro anos após Galileu, em 1614, o último é no geral creditado como o único descobridor dos quatro satélites.
Nenhum satélite adicional foi descoberto até que Edward Emerson Barnard descobriu Amalteia em 1892. Com a ajuda de fotografia telescópica, novas descobertas foram rapidamente realizadas ao longo do século XX. Himalia foi descoberto em 1904, Elara em 1905, Pasife em 1908, e Sinope em 1914, com Lisiteia e Carme sendo descobertas em 1938, Ananke em 1951, e Leda em 1974. Quando as sondas espaciais Voyager alcançaram Júpiter em 1979, 13 satélites haviam sido descobertos, enquanto que Temisto havia sido observado em 1975, embora devido à falta de dados de observações iniciais, tinha sido perdida até 2000. As sondas Voyager descobriram três satélites interiores em 1979: Métis, Adrasteia e Tebe.
Por duas décadas nenhum satélite adicional foi descoberto, porém, entre outubro de 1999 e fevereiro de 2003, pesquisadores utilizando detectores baseados na Terra encontraram 32 satélites, a maioria dos quais - 23 - foram descobertos por uma equipe liderada por Scott S. Sheppard e David C. Jewitt. Todos estes satélites são pequenos, possuindo órbitas altamente excêntricas, geralmente retrógradas, e possuindo cerca de 3 km de diâmetro, com o maior possuindo 9 km de diâmetro. Acredita-se que todos estes satélites tenham sido capturados pelo planeta, embora esta hipótese não tenha sido confirmada. Em 2010 e 2011 quatro novos satélites foram descobertos. Outras duas descobertas foram feitas em 2016 e 2017, aumentando o número de satélites descobertos para 69,  o maior número entre todos os planetas do Sistema Solar, com outros satélites pequenos, ainda não descobertos, podendo existir.

## Nomenclatura
Galileu havia originalmente nomeado os quatro satélites descobertos por ele de "estrelas de Médici". Porém, Marius propôs o uso de Io, Europa, Ganímedes e Calisto, nomes de quatro amantes de Zeus. Porém, a nomenclatura de Marius não foi utilizada até o século XX. Galileu, que havia rejeitado a nomenclatura proposta por Marius, inventou o sistema de numeração dos satélites, utilizando números romanos, chamando Io, Europa, Ganímedes e Calisto de Júpiter I, Júpiter II, Júpiter III e Júpiter IV, respectivamente. O uso de "primeiro satélite de Júpiter", "segundo satélite de Júpiter", e aí em diante, também foi utilizada. Os atuais nomes dos satélites de Galileu tornaram-se populares no século XX, quando outros satélites (Júpiter V - Júpiter XII) foram descobertos (e não ainda nomeados). Em uma convenção popular, mas não-oficial, Júpiter V, descoberto em 1892, foi nomeada de "Amalteia", utilizada pela primeira vez pelo astrônomo Camille Flammarion.
Os outros satélites, na maioria da literatura astronômica, eram referidos simplesmente pelo seu numeral romano (por exemplo, Júpiter X) até a década de 1970. Em 1975, a União Astronômica Internacional deu nomes oficiais para os satélites V-XIII, e criou um processo formal de nomenclatura para futuros satélites descobertos. Segundo a União Astronômica Internacional, os novos satélites de Júpiter devem ser nomeados em homenagem a amantes do Deus romano Júpiter, ou o equivalente grego, Zeus, e desde 2004, também em homenagem aos seus descendentes. Todos os satélites de Júpiter a partir do XXXIV (Euporia) são nomeados a partir de filhas de Júpiter ou Zeus.
Alguns asteroides possuem os mesmos nomes que satélites de Júpiter: 9 Métis, 38 Leda, 52 Europa, 85 Io, 113 Amalteia, e 239 Adrastea. Outros dois asteroides possuíam o mesmo nome que satélites de Júpiter, até que a União Astronômica Internacional mudou levemente o nome dos primeiros, em caráter permanente, para 1036 Ganymed e 204 Kallisto.

## Grupos

As órbitas dos satélites irregulares de Júpiter, e dos agrupamentos destes: por eixo semi-maior (o eixo horizontal em Gm); pela inclinação orbital (o eixo vertical); e pela excentricidade (linhas amarelas). Os tamanhos relativos são indicados pelos círculos.

### Satélites regulares
Estes estão divididos em dois grupos:
- - O grupo Amalteia ou satélites interiores é composto por satélites que orbitam muito próximos a Júpiter: Métis, Adrasteia, Amalteia e Tebe, organizados em ordem crescente de distância do planeta. Os dois primeiros orbitam em torno do planeta em menos de um dia jupiteriano, enquanto que os dois últimos são respectivamente o quinto e o sétimo maiores satélites do sistema jupiteriano. Observações sugerem que Amalteia, e possivelmente outros membros do grupo, não formou-se na órbita atual, mas sim mais longe do planeta, ou que é um corpo menor capturado pelo planeta.[31] Estes satélites, bem como um número de satélites interiores não descobertos, reabastecem e mantém o sistema de anéis jupiterianos. Métis e Adrasteia ajudam a manter o principal anel, enquanto que Amalteia e Tebe mantém cada uma seu próprio sistema de anéis.[32][33]

- - Satélites de Galileu ou grupo principal é composto pelos quatro maiores satélites de Júpiter: Io, Europa, Ganímedes e Calisto, organizados em ordem crescente de distância do planeta. Os quatro possuem diâmetros maiores do que qualquer planeta anão descoberto, e Ganímedes é o objeto mais massivo do Sistema Solar, quando o Sol e os oito planetas não são incluídos, além de possuir um diâmetro maior do que Mercúrio. Respectivamente o quarto, sexto, primeiro e terceiro maior satélite do Sistema Solar, os quatro em conjunto agrupam 99,999% da massa em torno de Júpiter. Enquanto isto, este possui uma massa 5 mil vezes maior do que a dos quatro satélites de Galileu em conjunto. [nota 2] Os três primeiros possuem uma ressonância orbital de 1:2:4. Modelos sugerem que os quatro satélites formaram-se via a acreção lenta de material na subnebulosa jupiteriana de baixa densidade - um disco de gás e poeira que existiu em torno do planeta após sua formação, e que durou até 10 milhões de anos, no caso de Calisto.[35]

### Satélites irregulares

Os satélites exteriores de Júpiter e suas órbitas altamente inclinadas

Os satélites irregulares de Júpiter são substancialmente menores do que os satélites regulares, possuindo órbitas mais distantes e excêntricas. Estes satélites formam famílias que possuem parâmetros orbitais similares (tais como eixo semi-maior, inclinação e excentricidade) e composição. Acredita-se que estes grupos sejam, ao menos parcialmente, famílias dinâmicas que foram criados quando os corpos maiores (embora ainda relativamente pequenos) originais foram despedaçados em pedaços menores via impactos de asteroides capturados pelo campo gravitacional do planeta. Estas famílias possuem os nomes de seus maiores membros. Embora não exista um consenso rígido distinguindo uma família das outras, estas são tipicamente identificadas como:
- Satélites prógrados:

Temisto é o satélite irregular mais próximo do planeta, e não faz parte de qualquer família conhecida.
- - Os membros do grupo Himalia estão dispersos em um 1,4 Gm relativo ao seus eixo semi-maiores, possuem uma diferença de 1,6° de inclinação (média de 27,5° ± 0,8°) e excentricidades variando entre 0,11 e 0,25. Cientistas sugeriram que este grupo poderia ser um remanescente da desintegração de um asteroide capturado proveniente do cinturão de asteroides.[37]
  - Carpo é o satélite prógrado mais distante do planeta, não fazendo parte de qualquer família conhecida.[36]

- Satélites retrógrados:

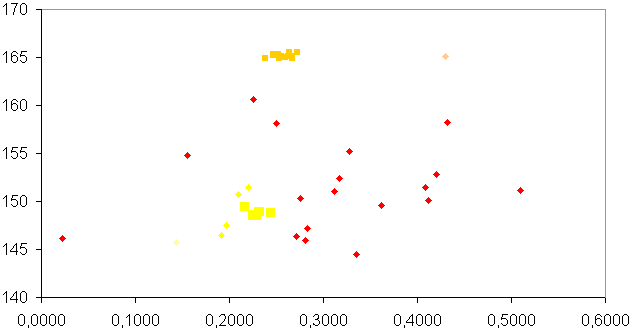
Satélites retrógrados: inclinações em ° contra excentricidade, com os grupos de Carme e Anake identificados.

  - S/2003 J 12 é o satélite retrógrado mais próximo do planeta, não fazendo parte de qualquer família conhecida.

- - As órbitas dos satélites do grupo Carme estão dispersos sob uma distância de apenas 1,2 Gm em eixo semi-maior, possuindo uma diferença média de 1,6° em  inclinação (165,7 ± 0,8°), e excentricidades variando entre 0,23 e 0,27. São bastante homogêneos em cor (possuindo uma cor vermelha clara). Acredita-se que sejam provenientes da desintegração de um asteroide tipo D, possivelmente um troiano de Júpiter.[39]

- - Os satélites do grupo Ananke estão dispersos em uma distância maior do que os grupos anteriores - 2,4 Gm no eixo semi-maior - possuindo também maiores diferenças médias de inclinação (8.1°, variando entre 145,7°, 154,8°), e excentricidades (que variam entre 0,25 e 0,43). A maioria possuem uma cor cinza. Acredita-se que sejam provenientes da desintegração de um asteroide capturado.[39]

- - Os satélites do grupo Pasife são significantemente dispersos um dos outros, em uma distância de 1,3 Gm, inclinações entre 144,5° and 158,3°, e excentricidades variando entre 0,25 and 0,43.[39] Suas cores também variam significantemente, do vermelho para cinza, podendo ter sido o resultado de várias colisões múltiplas. Sinope, por vezes incluída no grupo Pasife,[39] é vermelho, porém, dado sua diferença de inclinação, pode ter sido capturado independentemente.[37] Pasife e Sinope também possuem uma ressonância secular com Júpiter.[40]

- - S/2003 J 2 é o satélite mais longínquo do planeta, não fazendo parte de qualquer família conhecida.

## Tabela
Os satélites de Júpiter estão listados abaixo por ordem crescente de período orbital. Os satélites que possuem massa suficiente para colapsarem em uma esfera estão em negrito. Estes são os quatro satélites de Galileu, que são comparáveis em tamanho e massa com a Lua da Terra. Os quatro satélites interiores são muito menores. Os satélites irregulares estão em cinza quando prógrados e cinza escuro quando retrógrados.
| Ordem | Número  | Nome        | Imagem | Diâmetro (km)            | Massa (×1016 kg) | Eixo semi-maior (km) | Período orbital (d) | Inclinação (°) | Excentricidade | Descoberta | Descobridor                     | Grupo    |
| ----- | ------- | ----------- | ------ | ------------------------ | ---------------- | -------------------- | ------------------- | -------------- | -------------- | ---------- | ------------------------------- | -------- |
| 1     | XVI     | Métis       |        | 60×40×34                 | ~3,6             | 127 690              | +7h 4m 29s          | 0,06°          | 0,000 02       | 1979       | Synnott (Voyager 1)             | Amalteia |
| 2     | XV      | Adrasteia   |        | 20×16×14                 | ~0,2             | 128 690              | +7h 9m 30s          | 0,03°          | 0,001 5        | 1979       | Jewitt (Voyager 2)              | Amalteia |
| 3     | V       | Amalteia    |        | 250×146×128              | 208              | 181 366              | +11h 57m 23s        | 0,374°         | 0,003 2        | 1892       | Barnard                         | Amalteia |
| 4     | XIV     | Tebe        |        | 116×98×84                | ~43              | 221 889              | +16h 11m 17s        | 1,076°         | 0,017 5        | 1979       | Synnott (Voyager 1)             | Amalteia |
| 5     | I       | Io          |        | 3 660,0×3 637,4 ×3 630,6 | 8 900 000        | 421 700              | +1,769 137 786      | 0,050°         | 0,004 1        | 1610       | Galilei                         | Galileu  |
| 6     | II      | Europa      |        | 3 121,6                  | 4 800 000        | 671 034              | +3,551 181 041      | 0,471°         | 0,009 4        | 1610       | Galilei                         | Galileu  |
| 7     | III     | Ganímedes   |        | 5 262,4                  | 15 000           | 1 070 412            | +7,154 552 96       | 0,204°         | 0,001 1        | 1610       | Galilei                         | Galileu  |
| 8     | IV      | Calisto     |        | 4 820,6                  | 11 000           | 1 882 709            | +16,689 018 4       | 0,205°         | 0,007 4        | 1610       | Galilei                         | Galileu  |
| 9     | XVIII   | Temisto     |        | 8                        | 0,069            | 7 393 216            | +129,87             | 45,762°        | 0,211 5        | 1975/2000  | Kowal & Roemer/ Sheppard et al. | Temisto  |
| 10    | XIII    | Leda        |        | 16                       | 0,6              | 11 187 781           | +241,75             | 27,562°        | 0,167 3        | 1974       | Kowal                           | Himalia  |
| 11    | VI      | Himalia     |        | 170                      | 670              | 11 451 971           | +250,37             | 30,486°        | 0,151 3        | 1904       | Perrine                         | Himalia  |
| 12    | X       | Lisiteia    |        | 36                       | 6,3              | 11 740 560           | +259,89             | 27,006°        | 0,132 2        | 1938       | Nicholson                       | Himalia  |
| 13    | VII     | Elara       |        | 86                       | 87               | 11 778 034           | +261,14             | 29,691°        | 0,194 8        | 1905       | Perrine                         | Himalia  |
| 14    | —       | Dia         |        | 4                        | 0,009 0          | 12570424             | +287,93             | 27.584°        | 0.205 8        | 2001       | Sheppard et al.                 | Himalia? |
| 15    | XLVI    | Carpo       |        | 3                        | 0,004 5          | 17 144 873           | +458,62             | 56,001°        | 0,273 5        | 2003       | Sheppard et al.                 | Carpo    |
| 16    | —       | S/2003 J 12 |        | 1                        | 0,000 15         | 17 739 539           | −482,69             | 142,680°       | 0,444 9        | 2003       | Sheppard et al.                 | ?        |
| 17    | XXXIV   | Euporia     |        | 2                        | 0,001 5          | 19 088 434           | −538,78             | 144,694°       | 0,096 0        | 2002       | Sheppard et al.                 | Ananke   |
| 18    | —       | S/2003 J 3  |        | 2                        | 0,001 5          | 19 621 780           | −561,52             | 146,363°       | 0,250 7        | 2003       | Sheppard et al.                 | Ananke   |
| 19    | —       | S/2003 J 18 |        | 2                        | 0,001 5          | 19 812 577           | −569,73             | 147,401°       | 0,156 9        | 2003       | Gladman et al.                  | Ananke   |
| 20    | —       | S/2011 J 1  |        | 1                        | –                | 20 155 290           | −582,22             | 162,8°         | 0,296 3        | 2011       | Sheppard et al.                 | ?        |
| 21    | —       | S/2010 J 2  |        | 1                        |                  | 20 307 150           | −588,1              | 150,4°         | 0,307          | 2010       | Veillet                         | Ananke?  |
| 22    | XLII    | Thelxinoe   |        | 2                        | 0,001 5          | 20 453 753           | −597,61             | 151,292°       | 0,268 4        | 2003       | Sheppard et al.                 | Ananke   |
| 23    | XXXIII  | Euante      |        | 3                        | 0,004 5          | 20 464 854           | −598,09             | 143,409°       | 0,200 0        | 2002       | Sheppard et al.                 | Ananke   |
| 24    | XLV     | Helique     |        | 4                        | 0,009 0          | 20 540 266           | −601,40             | 154,586°       | 0,137 4        | 2003       | Sheppard et al.                 | Ananke   |
| 25    | XXXV    | Ortósia     |        | 2                        | 0,001 5          | 20 567 971           | −602,62             | 142,366°       | 0,243 3        | 2002       | Sheppard et al.                 | Ananke   |
| 26    | —       | S/2016 J 1  |        | 1                        | 0,0015           | 20595477             | −603,83             | 139,839        | 0,140 5        | 2016       | Sheppard et al.                 | Ananke?  |
| 27    | XXIV    | Iocasta     |        | 5                        | 0,019            | 20 722 566           | −609,43             | 147,248°       | 0,287 4        | 2001       | Sheppard et al.                 | Ananke   |
| 28    | —       | S/2003 J 16 |        | 2                        | 0,001 5          | 20 743 779           | −610,36             | 150,769°       | 0,318 4        | 2003       | Gladman et al.                  | Ananke   |
| 29    | XXVII   | Praxidique  |        | 7                        | 0,043            | 20 823 948           | −613,90             | 144,205°       | 0,184 0        | 2001       | Sheppard et al.                 | Ananke   |
| 30    | XXII    | Harpalique  |        | 4                        | 0,012            | 21 063 814           | −624,54             | 147,223°       | 0,244 0        | 2001       | Sheppard et al.                 | Ananke   |
| 31    | XL      | Mneme       |        | 2                        | 0,001 5          | 21 129 786           | −627,48             | 149,732°       | 0,316 9        | 2003       | Gladman et al.                  | Ananke   |
| 32    | XXX     | Hermipe     |        | 4                        | 0,009 0          | 21 182 086           | −629,81             | 151,242°       | 0,229 0        | 2002       | Sheppard et al.                 | Ananke?  |
| 33    | XXIX    | Tione       |        | 4                        | 0,009 0          | 21 405 570           | −639,80             | 147,276°       | 0,252 5        | 2002       | Sheppard et al.                 | Ananke   |
| 34    | XII     | Ananke      |        | 28                       | 3,0              | 21 454 952           | −642,02             | 151,564°       | 0,344 5        | 1951       | Nicholson                       | Ananke   |
| 35    | L       | Herse       |        | 2                        | 0,001 5          | 22 134 306           | −672,75             | 162,490°       | 0,237 9        | 2003       | Gladman et al.                  | Carme    |
| 36    | XXXI    | Aitne       |        | 3                        | 0,004 5          | 22 285 161           | −679,64             | 165,562°       | 0,392 7        | 2002       | Sheppard et al.                 | Carme    |
| 37    | XXXVII  | Cale        |        | 2                        | 0,001 5          | 22 409 207           | −685,32             | 165,378°       | 0,201 1        | 2002       | Sheppard et al.                 | Carme    |
| 38    | XX      | Taigete     |        | 5                        | 0,016            | 22 438 648           | −686,67             | 164,890°       | 0,367 8        | 2001       | Sheppard et al.                 | Carme    |
| 39    | —       | S/2003 J 19 |        | 2                        | 0,001 5          | 22 709 061           | −699,12             | 164,727°       | 0,196 1        | 2003       | Gladman et al.                  | Carme    |
| 40    | XXI     | Caldene     |        | 4                        | 0,007 5          | 22 713 444           | −699,33             | 167,070°       | 0,291 6        | 2001       | Sheppard et al.                 | Carme    |
| 41    | —       | S/2003 J 15 |        | 2                        | 0,001 5          | 22 720 999           | −699,68             | 141,812°       | 0,093 2        | 2003       | Sheppard et al.                 | Ananke?  |
| 42    | —       | S/2003 J 10 |        | 2                        | 0,0015           | 22 730 813           | −700,13             | 163,813°       | 0,343 8        | 2003       | Sheppard et al.                 | Carme?   |
| 43    | —       | S/2003 J 23 |        | 2                        | 0,001 5          | 22 739 654           | −700,54             | 148,849°       | 0,393 0        | 2004       | Sheppard et al.                 | Pasife   |
| 44    | XXV     | Erinome     |        | 3                        | 0,004 5          | 22 986 266           | −711,96             | 163,737°       | 0,255 2        | 2001       | Sheppard et al.                 | Carme    |
| 45    | XLI     | Aoede       |        | 4                        | 0,009 0          | 23 044 175           | −714,66             | 160,482°       | 0,601 1        | 2003       | Sheppard et al.                 | Pasife   |
| 46    | XLIV    | Calicore    |        | 2                        | 0,001 5          | 23 111 823           | −717,81             | 164,605°       | 0,2041         | 2003       | Sheppard et al.                 | Carme?   |
| 47    | XXIII   | Calique     |        | 5                        | 0,019            | 23 180 773           | −721,02             | 165,505°       | 0,213 9        | 2001       | Sheppard et al.                 | Carme    |
| 48    | XI      | Carme       |        | 46                       | 13               | 23 197 992           | −721,82             | 165,047°       | 0,234 2        | 1938       | Nicholson                       | Carme    |
| 49    | XVII    | Caliroe     |        | 9                        | 0,087            | 23 214 986           | −722,62             | 139,849°       | 0,258 2        | 2000       | Gladman et al.                  | Pasife   |
| 50    | XXXII   | Euridome    |        | 3                        | 0,004 5          | 23 230 858           | −723,36             | 149,324°       | 0,376 9        | 2002       | Sheppard et al.                 | Pasife?  |
| 51    | —       | S/2011 J 2  |        | 1                        | –                | 23 329 710           | −725,06             | 151,8°         | 0,386 7        | 2011       | Sheppard et al.                 | Pasife?  |
| 52    | XXXVIII | Pasite      |        | 2                        | 0,001 5          | 23 307 318           | −726,93             | 165,759°       | 0,328 8        | 2002       | Sheppard et al.                 | Carme    |
| 53    | —       | S/2010 J 1  |        | 2                        |                  | 23 314 335           | −723,2              | 163,2°         | 0,320          | 2010       | Jacobson et al.                 | Pasife?  |
| 54    | XLIX    | Coré        |        | 2                        | 0,001 5          | 23 345 093           | −776,02             | 137,371°       | 0,195 1        | 2003       | Sheppard et al.                 | Pasife   |
| 55    | XLVIII  | Cilene      |        | 2                        | 0,001 5          | 23 396 269           | −731,10             | 140,148°       | 0,411 5        | 2003       | Sheppard et al.                 | Pasife   |
| 56    | XLVII   | Euquelade   |        | 4                        | 0,009 0          | 23 483 694           | −735,20             | 163,996°       | 0,282 8        | 2003       | Sheppard et al.                 | Carme    |
| 57    | —       | S/2017 J 1  |        | 2                        | 0,0015           | 23483972             | -735,21             | 149,197        | 0,396 9        | 2017       | Sheppard et al.                 | Pasife   |
| 58    | —       | S/2003 J 4  |        | 2                        | 0,001 5          | 23 570 790           | −739,29             | 147,175°       | 0,300 3        | 2003       | Sheppard et al.                 | Pasife   |
| 59    | VIII    | Pasife      |        | 60                       | 30               | 23 609 042           | −741,09             | 141,803°       | 0,374 3        | 1908       | Gladman et al.                  | Pasife   |
| 60    | XXXIX   | Hegemone    |        | 3                        | 0,004 5          | 23 702 511           | −745,50             | 152,506°       | 0,407 7        | 2003       | Sheppard et al.                 | Pasife   |
| 61    | XLIII   | Arque       |        | 3                        | 0,004 5          | 23 717 051           | −746,19             | 164,587°       | 0,149 2        | 2002       | Sheppard et al.                 | Carme    |
| 62    | XXVI    | Isonoe      |        | 4                        | 0,007 5          | 23 800 647           | −750,13             | 165,127°       | 0,177 5        | 2001       | Sheppard et al.                 | Carme    |
| 63    | —       | S/2003 J 9  |        | 1                        | 0,000 15         | 23 857 808           | −752,84             | 164,980°       | 0,276 1        | 2003       | Sheppard et al.                 | Carme    |
| 64    | —       | S/2003 J 5  |        | 4                        | 0,009 0          | 23 973 926           | −758,34             | 165,549°       | 0,307 0        | 2003       | Sheppard et al.                 | Carme    |
| 65    | IX      | Sinope      |        | 38                       | 7,5              | 24 057 865           | −762,33             | 153,778°       | 0,275 0        | 1914       | Nicholson                       | Pasife   |
| 66    | XXXVI   | Esponde     |        | 2                        | 0,001 5          | 24 252 627           | −771,60             | 154,372°       | 0,443 1        | 2002       | Sheppard et al.                 | Pasife   |
| 67    | XXVIII  | Autonoe     |        | 4                        | 0,009 0          | 24 264 445           | −772,17             | 151,058°       | 0,369 0        | 2002       | Sheppard et al.                 | Pasife   |
| 68    | XIX     | Megaclite   |        | 5                        | 0,021            | 24 687 239           | −792,44             | 150,398°       | 0,307 7        | 2001       | Sheppard et al.                 | Pasife   |
| 69    | —       | S/2003 J 2  |        | 2                        | 0,001 5          | 30 290 846           | −1 077,02           | 153,521°       | 0,188 2        | 2003       | Sheppard et al.                 | Pasife   |
| 70    | ??      | Hegemone??? |        | 3                        | 0,004 5          | 23702511             | −745,50             | 152,506°       | 0,407 7        | 2003       | Sheppard et al.                 | Pasife   |
| 71    | XLIII   | Arque???    |        | 3                        | ?                | ?                    | ?                   | ?              | ?              | 2002?      | Sheppard et al.?                | Carme?   |
| 72    | XXVI    | Isonoe???   |        | 4                        | 0,007 5          | 23800647             | −750,13?            | 165,127°?      | ?0,177 5       | 2001       | Sheppard et al.                 | Carme    |
| 73    | —       | S/2003 J 9  |        | 1                        | 0,000 15         | 23857808             | −752,84             | 164,980°       | 0,276 1        | 2003       | Sheppard et al.                 | Carme    |
| 74    | LVII    | Erinome     |        | 4                        | 0,009 0          | 23973926             | −758,34             | 165,549°       | 0,307 0        | 2003       | Sheppard et al.                 | Carme    |
| 75    | IX      | Sinope      |        | 38                       | 7,5              | 24057865             | −739,33             | 153,778°       | 0,275 0        | 1914       | Nicholson                       | Pasife   |
| 76    | XXXVI   | Esponde     |        | 2                        | 0,001 5          | 24252627             | −771,60             | 154,372°       | 0,443 1        | 2002       | Sheppard et al.                 | Pasife   |
| 77    | XXVIII  | Autonoe     |        | 4                        | 0,009 0          | 24264445             | −772,17             | 151,058°       | 0,369 0        | 2002       | Sheppard et al.                 | Pasife   |
| 78    | XIX     | Megaclite   |        | 5                        | 0,021            | 24687239             | −792,44             | 150,398°       | 0,307 7        | 2001       | Sheppard et al.                 | Pasife   |
| 79    | —       | S/2003 J 2  |        | 2                        | 0,001 5          | 28570410             | -981,55             | 153,521°       | 0,407 4        | 2003       | Sheppard et al.                 | Pasife   |